# Scopula leuraria
Scopula leuraria är en fjärilsart som beskrevs av Louis Beethoven Prout 1913. Scopula leuraria ingår i släktet Scopula och familjen mätare. Inga underarter finns listade.